# Termiter
Denna sida handlar om insekten termit. För andra betydelser, se Termit (olika betydelser).
Termiter (Isoptera) är en ordning insekter som finns på savanner och i regnskogar. Det finns ungefär 2 750 beskrivna arter av termiter idag.

## Levnadssätt
Termiter är eusociala insekter som lever i samhällen. De är inte besläktade med myror, men lever liksom dessa i stora kolonier och termitbon kallas ibland liksom myrornas bon för stackar. Utseendet på boet varierar mellan olika arter. Vissa termiter bygger bon som ser ut som torn, konstruerade av jord eller lera, cellulosa, saliv och spillning. Andra bygger underjordiska bon bestående av tunnlar och kammare och vissa arter lever i ihåliga trädgrenar. Den största modellen av termitbon kan omsluta hela träd. 

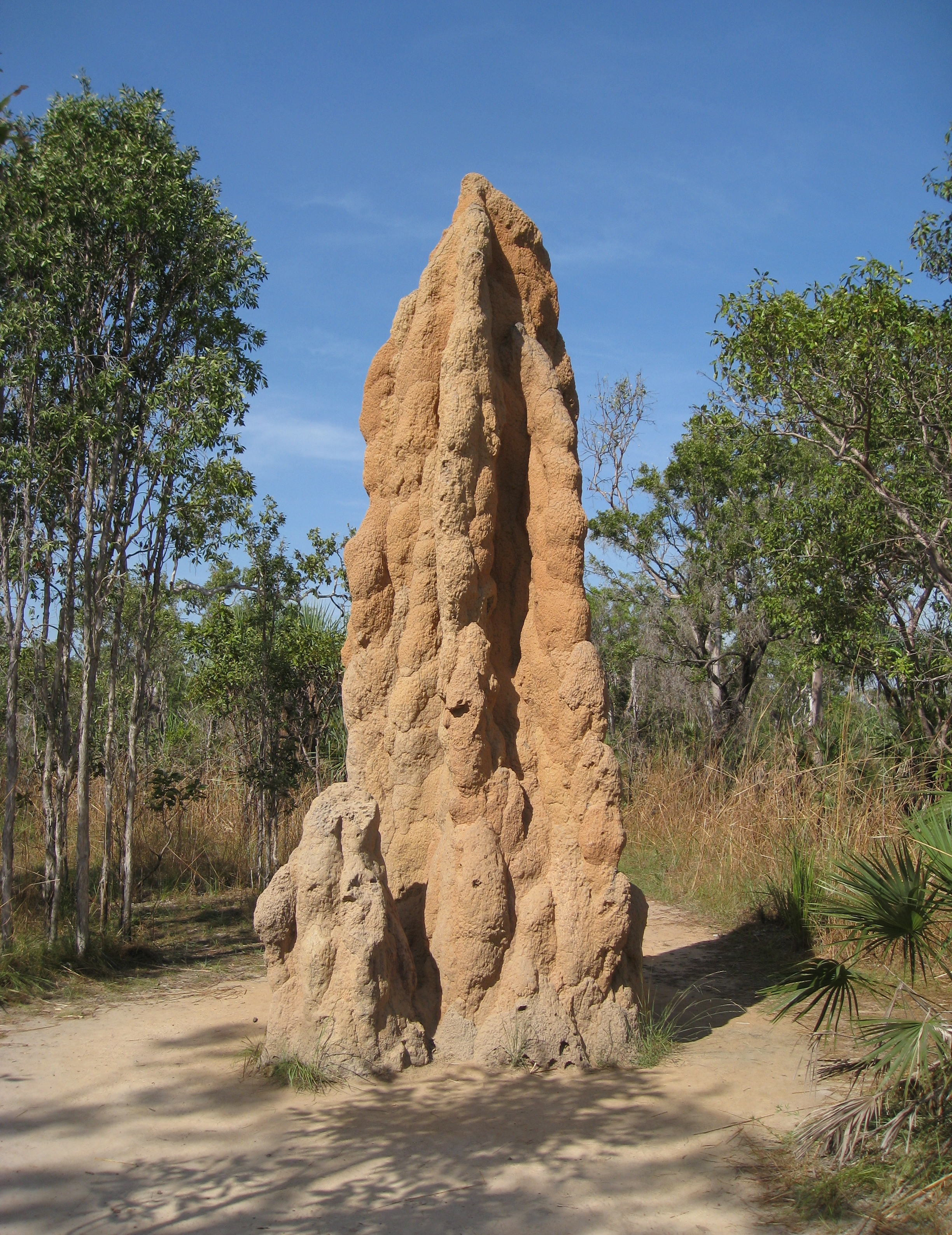
Termitstack.

Termitsamhället har en tydlig social organisation. Det finns en drottning som är en fortplantningsduglig hona och en kung som är en fortplantningsduglig hane, samt arbetare och soldater vilka inte fortplantar sig.
Drottningen och kungen kan leva 25 år och andra termiter blir upp till 5 år gamla.
Arbetarna, som utgör den talrikaste kasten i samhället, har i uppgift att samla in föda och byggmaterial till samhället, medan soldaterna, som är mindre till antalet än arbetarna, har i uppgift att försvara samhället mot inkräktare. Arbetarna sköter även om och matar drottningen, kungen och larverna. Hos vissa arter matar de även soldaterna, då dessa har alltför stora käkar för att kunna äta själva. 
Födan består av cellulosa, den mest kända födan är troligtvis trä, men vissa arter odlar också svamp inuti sina stackar för att ätas. Arbetstermiterna bryter ned cellulosan med hjälp av bakterier i sin mage, och eftersom de matar de andra i stacken sprids dessa livsviktiga mikrober även till nästa generation.
Fertila honor och hanar kallas för könsdjur och har vingar och svärmar såsom myror och bin efter häftigt regn. När de hamnar på marken slår de av sig sina - i förhållande till kroppen - abnormt stora vingar genom att hastigt slå dem mot omgivande hinder som grässtrån eller grus och börjar genast leta efter en partner. Många arter svärmar gärna kring lampor nattetid och drivor av vingar kan då återfinnas i eller omkring hus och mänsklig bebyggelse. När ett par har bildats börjar sökandet efter en plats att bygga upp ett helt nytt samhälle på. Den första kullen av ägg sköts om av honan och hanen gemensamt och de utvecklas till arbetare. Dessa sköter sedan allt arbete i kolonin, och drottningen och kungen behöver nu endast fortplanta sig så att kolonin växer. Drottningen kan efterhand producera  36000 ägg om dagen och hennes bakkropp blir till slut så pass stor av ägg att hon inte längre kan röra på sig utan hjälp av arbetarna. De nyfödda termiterna är små versioner av de vuxna.
Boet kan ligga i trädstammar som ligger på marken eller underjordiskt. Delar av boet är synliga som högar med en höjd upp till 6 meter.
I Sydafrika registrerades termitstackar som används oavbrutet sedan 34 000 år.

## Systematik
Termiter har traditionellt placerats i en egen ordning, Isoptera. De är närmast besläktade med kackerlackor, och termiter och kackerlackor har länge accepterats som ingående i samma överordning, Dictyoptera, dit också bönsyrsor räknas. Av dessa tre delar termiter och kackerlackor mest liknande egenskaper, medan bönsyrsorna tydligare särskiljer sig. Studier har visat att den primitiva termiten Mastotermes darwiniensis har vissa påfallande likheter med kackerlackor ur släktet Cryptocercus. Det finns teorier om att termiter har utvecklats från kackerlackor och i en studie av Inward et al. från 2007 som fann stöd för denna teori föreslås att termiter ska placeras som familjen Termitidae inom ordningen kackerlackor (Blattodea). Ordningen kackerlackor kan enligt studien inte anses monofyletisk om inte termiter ingår. På grund av bland annat de omfattande problem en sådan förändring skulle medföra för nomenklaturen i termiternas systematik så har nedklassningen av termiter till en familj inom ordningen kackerlackor inte nått allmän acceptans eller tillämpning. Förslag på kompromisser som finns är att placera termiter antingen som en infraordning (Isoptera som vetenskapligt namn skulle då kunna behållas) eller som en överfamilj (Termitoidea eller Termitoidae) inom ordningen kackerlackor. Detta då det bevarar nomenklaturen för termiter på familjenivå och lägre intakt.